# Jolo
Jolo (em tausūg: Sūg) é uma ilha vulcânica no sudoeste das Filipinas. Está situada no arquipélago de Sulu, entre Mindanao e Bornéu, e tem cerca de 447 000 habitantes (no ano 2000).
Jolo também é o nome de uma cidade na ilha, que é a capital da província de Sulu. Aproximadamente um terço da população vive no município de Jolo.
O antigo Sultanato de Sulu foi palco de contínua resistência à inclusão forçada nas Filipinas sob ocupação americana, no final do século XIX.
A ilha é conhecida mais recentemente por aí se terem desenrolado combates muito intensos em fevereiro de 2005 entre as tropas governamentais filipinas e rebeldes islâmicos que procuram a independência e a instauração de um governo islâmico no arquipélago de Sulu. Entre 4000 a 5000 tropas filipinas combateram 800 militantes do grupo Abu Sayyaf, juntamente com seguidores de Nur Misuari.